# Ritterorden vom Heiligen Grab zu Jerusalem
| Kreuz                                                           | Kreuz                                                                     |
| --------------------------------------------------------------- | ------------------------------------------------------------------------- |
| Jerusalemkreuz des Ritterordens vom Heiligen Grab zu Jerusalem  |                                                                           |
| Wappen                                                          |                                                                           |
| Wappen des Equestris Ordo Sancti Sepulcri Hierosolymitani OESSH |                                                                           |
|                                                                 |                                                                           |
| Wahlspruch: Deus lo vult („Gott will es“)                       |                                                                           |
| Basisdaten                                                      |                                                                           |
| Gegründet                                                       | 1868                                                                      |
| Amtssprache                                                     | Italienisch                                                               |
| Rechtsstatus                                                    | Souveränitätsverhältnis zum Heiligen Stuhl                                |
| Sitz des Ordens (admin.)                                        | Palazzo Della Rovere Via della Conciliazione 33, Rom                      |
| Sitz des Ordens (jur.)                                          | Gran Magistero dell’O.E.S.S.H. 00120 Vatikanstadt                         |
| Sitz des Großmeisteramts                                        | Borgo S. Spirito, 73 00193 Rom                                            |
| Kardinal-Großmeister                                            | Fernando Kardinal Filoni (seit 8. Dezember 2019)                          |
| Großprior                                                       | Pierbattista Kardinal Pizzaballa OFM Lateinischer Patriarch von Jerusalem |
| General-Statthalter                                             | vakant                                                                    |
| General-Gouverneur                                              | Leonardo Visconti di Modrone (seit 2017)                                  |
| Mitglieder                                                      | ca. 30.000 (2024)                                                         |
| Webseite                                                        | www.oessh.va                                                              |

Der Orden der Ritter vom Heiligen Grab zu Jerusalem (lateinisch Ordo Equestris Sancti Sepulcri Hierosolymitani, Ordenskürzel OESSH, auch als Grabesritter bekannt) zählt zusammen mit dem Malteserorden zu den beiden einzigen Päpstlichen Ritterorden.
Der Orden ist ein im 19. Jahrhundert konstituierter römisch-katholischer Laienorden. Im Jahre 1868 wurde diese Laienvereinigung als Ritterorden vom Heiligen Grab durch Papst Pius IX. konstituiert. Die Gründung der deutschen Statthalterei dieses Päpstlichen Laienordens erfolgte am 8. Dezember 1933. Aufgabe des Ordens ist es seitdem, die katholische Kirche im Heiligen Land zu fördern und durch weltweite Aktivitäten zu unterstützen. Von allen geistlichen Ritterorden der katholischen Kirche, z. B. der Malteserorden und der Deutsche Orden, die beide bereits während der Kreuzzüge im Heiligen Land gegründet worden sind und dort auch ansässig waren, ist der Ritterorden vom Heiligen Grab zu Jerusalem demnach zum einen der jüngste päpstliche Ritterorden; zum anderen war er – in Rom gegründet – nie im Heiligen Land beheimatet. Der Orden steht aufgrund historischer, rechtlicher und geistiger Bande direkt unter dem Schutz des Heiligen Stuhls und ist eine juristische Person des kanonischen Rechts gemäß Bestätigung durch Papst Pius XII. vom 14. September 1949, Johannes XXIII. vom 8. Dezember 1962 wie auch Papst Paul VI. vom 19. Juli 1977 sowie – aufgrund einer Bestätigung durch Papst Johannes Paul II. vom 1. Februar 1996 – eine juristische Person des Vatikanstaates und dadurch eine päpstlich anerkannte Gemeinschaft katholischer Laien und Priester.
Der Ritterorden vom Heiligen Grab zu Jerusalem genießt die gleiche unmittelbare Anerkennung wie der Malteserorden. Beide sind die einzig vom Heiligen Stuhl anerkannten Ritterorden der katholischen Kirche, die zudem in einem besonderen Souveränitätsverhältnis zum Heiligen Stuhl stehen. Beide Orden haben ihren Ursprung nicht einer päpstlichen Stiftung zu verdanken, allerdings ist der Ritterorden vom Heiligen Grab zu Jerusalem kein Orden im Sinne des CIC.

## Vorgeschichte

### Mittelalter

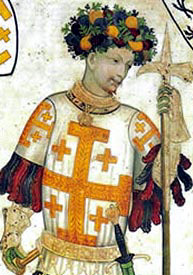
Gottfried von Bouillon

Neben den wesentlich älteren christlichen Ritterorden, z. B. dem Malteserorden (katholisch), dem Deutschritterorden oder Deutscher Orden (lateinisch: Ordo Teutonicus, OT (katholisch)) und dem Johanniterorden (evangelisch), die in der (Rechts-)Nachfolge der geistlichen Ritterorden aus der Zeit der Kreuzzüge stehen, bildet der Ritterorden vom Heiligen Grab zu Jerusalem einen Ritterorden, der nicht in der Tradition der Kreuzzüge steht.
Ideelle Vorläufer hat der Orden im Chorherrenorden vom Heiligen Grab, der aus dem 1099 gegründeten Domkapitel des Patriarchates von Jerusalem unter Gottfried von Bouillon hervorging. In dem alten Statut des Chorherrenorden vom Heiligen Grab (1099), das 1573 zu Lyon von Antoine Régnault veröffentlicht wurde, wurde unter Artikel 4 folgender Text festgehalten:

„Zu Ehren des Leidens unseres Herrn Jesus Christus und aus Verehrung, die wir gegenüber dem Heiligen Vater und dem Apostolischen Stuhl empfinden, wie auch in Unterordnung unter die Stellvertreter Gottes auf Erden und die Bischöfe der großen Stadt Rom haben wir in Demut die ›verehrungswürdigen Kreuze‹ übernommen, mit denen wir uns selber und unsere Soldaten zu Ehren der fünf Wunden unseres Herrn Jesus Christus gekennzeichnet haben, um in größerer Einheit gegen Ungläubige aufzutreten und um uns in den Ländern der Ungläubigen im Leben und im Tode als christliches Volk erkennbar zu machen. Mehr noch, wir haben Einsicht genommen und beschlossen, den Orden vom Heiligen Grab in unserer Stadt Jerusalem zu gründen zu Ehren und aus Ehrfurcht vor der heiligsten Auferstehung. Unserem christlichen Namen haben wir die Würde des Primates des genannten Ordens hinzugefügt und festgesetzt, dass die genannten fünf Kreuze zu Ehren der Wunden, die unserem Herrn Jesus Christus angetan wurden, von den Rittern des genannten Ordens getragen werden. Viele haben wir damit ausgezeichnet und sie mit diesen Kreuzen gekennzeichnet, damit sie von uns und von den Ungläubigen erkannt werden können für den Fall, dass sie zersprengt würden oder es ihnen unmöglich gemacht würde, im Heeresdienst zu verbleiben.“

Ab 1114 wurde den Ordensmitgliedern der Chorherren vom Heiligen Grab die Regel des Heiligen Augustinus durch den Patriarchen von Jerusalem auferlegt; was 1122 von Papst Calixt II. bestätigt wurde. Oberhaupt des Ordens waren zu dieser Zeit die Päpste Calixt II., Honorius II. und Coelestin II. Für die weitere Geschichte des geistlichen Ordens vom Heiligen Grab siehe: Chorherren vom Heiligen Grab.
Die historischen Ursprünge dieses Ordens sind jedoch nicht eindeutig geklärt, obwohl eine nicht belegte Tradition seinen Ursprung im ersten Kreuzzug nachzeichnet. In der Tat stammen die ersten Belege für die Investitur eines Ritters genannt „Ritter des Heiligen Grabes“ von 1336 und sind somit weit hinter den eigentlichen Kreuzzügen einzuordnen. Seit dem 14. Jahrhundert ist die Existenz des Ordens gut bezeugt.
Im 14. Jahrhundert entstand eine religiöse Laienvereinigung im Zusammenhang mit dem Erstarken der Wallfahrtsbewegung ins Heilige Land aus dem 1333/36 zuerst bezeugten Brauch, adlige Pilger beim Heiligen Grab durch den Guardian des Franziskanerklosters auf dem Berg Zion zum Ritter des heiligen Grabes zu schlagen. Dieser Brauch entstand also lange nach den Kreuzzügen. Nach der Rückkehr der Pilger in ihre Heimat bildeten diese lockere, bruderschaftsähnliche Zusammenschlüsse. Ein gemeinsames Ordensleben wie bei anderen Ritterorden ist für den mittelalterlichen Ritterorden vom Heiligen Grab nicht belegt. Der Ritterschlag war aber mit der Pflicht zur Einhaltung spezifisch religiöser Vorschriften verbunden. Seit dem ausgehenden 15. Jahrhundert wurden auch Nicht-Adlige zu Rittern geschlagen.

### Neuzeit
1496 erhielt der Franziskaner-Guardian in Jerusalem von Papst Alexander VI. die Erlaubnis, Pilger zu Rittern vom Heiligen Grabe zu schlagen. Dieses Vorrecht wurde mehrfach von Rom bestätigt, zuerst durch Papst Leo X. am 4. Mai 1515, danach durch Papst Clemens VII., Papst Pius IV. am 1. August 1561, Papst Alexander VII. am 3. August 1665 und Papst Benedikt XIII. am 3. März 1727. Eine von Papst Paul V. wie auch von Innozenz VIII. 1489 beabsichtigte Verschmelzung mit dem Malteserorden kam nicht zustande.
Viele prominente Adelige nahmen, insbesondere im 14. und 15. Jahrhundert, die strapaziöse und gefährliche Pilgerreise ins Heilige Land auf sich, um am Grab des Herrn zu seinem Ritter geschlagen zu werden: Herzog Ernst der Eiserne, Oswald von Wolkenstein, Kaiser Friedrich III., Landgraf Wilhelm I. von Hessen, Kurfürst Friedrich III. von Sachsen, Herzog Christoph der Starke und andere. Das Interesse des hohen Adels an einem Besuch des Heiligen Grabes ließ jedoch im Laufe des 16. Jahrhunderts so sehr nach, dass dann fast nur noch niederadlige Besucher in den Orden aufgenommen werden konnten. Seit der Mitte des 16. Jahrhunderts gelang es auch immer wieder Angehörigen anderer Konfessionen (Lutheraner, Anglikaner), den Ritterschlag zu erhalten. Erst im Laufe des 17. Jahrhunderts wurde diese Ehrung strenger gehandhabt.

## Geschichte
1847 wurde das Lateinische Patriarchat Jerusalem wiedererrichtet; Papst Pius IX. reorganisierte daraufhin auf Ersuchen des Jerusalemer Patriarchen Giuseppe Valerga mit dem Breve cum multa sapienter vom 24. Januar 1868 das alte Rittertum vom Heiligen Grabe und gestaltete es zu einem förmlichen päpstlichen geistlichen Ritterorden; das Jerusalemkreuz wurde offiziell Symbol des Ordens. Der Orden war zunächst direkt dem Patriarchen von Jerusalem unterstellt. Die Päpste haben sodann persönlich den Orden geführt, bis Pius XII. mit dem Statut von 1949 einen Kurienkardinal als Großmeister des Ordens etablierte.
Das Apostolische Schreiben vom 6. Januar 1928 legte fest, dass sich der Orden auf keinerlei Urkunden vor dem 24. Januar 1868 berufen könne. Damit wurden insbesondere die Privilegien, die der Kustode des Franziskanerordens Bonifaz von Ragusa 1553 erließ, außer Kraft gesetzt.
Am 27. Juli 1931 erhielt der Orden Ritterorden vom Heiligen Grab den Zusatz zu Jerusalem. Ebenfalls wurde festgelegt, dass die Ernennung neuer Ritter dem Päpstlichen Brevensekretariat zur Genehmigung vorgelegt werden muss; damit erhält die Auszeichnung der neu ernannten Ritter zugleich die offizielle Anerkennung aller Regierungen, die mit dem Heiligen Stuhl in diplomatischer Beziehung stehen.
Dem päpstlichen Orden gehören neben Priestern auch Laien an. Im Jahr 1871 erhält eine erste Frau das Ordenskreuz als Auszeichnung, bevor Papst Leo XIII. 1888 erstmals die Investitur von Frauen zur Dame des Heiligen Grabes erlaubt.

## Aufgaben und Ziele
Der Ritterorden vom Heiligen Grab zu Jerusalem unterstützt zunächst das christliche Leben seiner Mitglieder und ist eine Gemeinschaft des Betens, der Spiritualität, Nächstenliebe wie auch der Aktion. Dem Orden gehören sowohl katholische Laien (männlich oder weiblich) als auch Geistliche an.
Der Orden ist ein päpstlicher Orden in der katholischen Kirche mit einem vom Papst eingesetzten Kardinal als Großmeister. Er sieht sich der Verteidigung der Rechte der Kirche und der Freiheit der Religionsausübung, der Förderung der Ökumene, dem Schutz ethnischer Minderheiten sowie den Bemühungen um Gerechtigkeit und Frieden verpflichtet. Die Soziallehre ist ein besonderes Anliegen des Ordens. Politische oder wirtschaftliche Aufgaben nimmt der Ritterorden vom Heiligen Grab zu Jerusalem nicht wahr.
Das Leitmotiv des Ritterordens lautet Deus lo vult („Gott will es“), mit dem seinerzeit zum Ersten Kreuzzug aufgerufen wurde.
Der Orden ist weltweit tätig sowie in religiösen, karitativen, kulturellen und sozialen Werken bzw. Einrichtungen des Lateinischen Patriarchats von Jerusalem engagiert und unterstützt die Christen im Heiligen Land sowohl in Hinsicht auf Förderung des katholischen Glaubens im Heiligen Land als auch in finanzieller Hinsicht. Insbesondere engagiert man sich für das vielfältige Wirken des Lateinischen Patriarchats von Jerusalem in der Seelsorge in den 65 Pfarreien, in der Unterstützung für das Priesterseminar in Beit Jala, für den Bau und die Instandhaltung von Pfarrkirchen, für Kindergärten und Schulen und in zahlreichen sozialen Einrichtungen wie Altenheimen, Krankenstationen sowie in der Hilfe für sozial schwache und alte Menschen in Israel, Palästina (Gazastreifen/Westjordanland), Jordanien und Zypern. Der Ritterorden stellt die Finanzierung der 44 Patriarchatschulen mit über 22.000 christlichen, jüdischen und muslimischen Schülern in Palästina, Jordanien und Israel sicher. Darüber hinaus wird die Universität Bethlehem und die American University of Madaba in Jordanien wesentlich unterstützt.

## Aufbau und Mitgliederstruktur

### Sitz

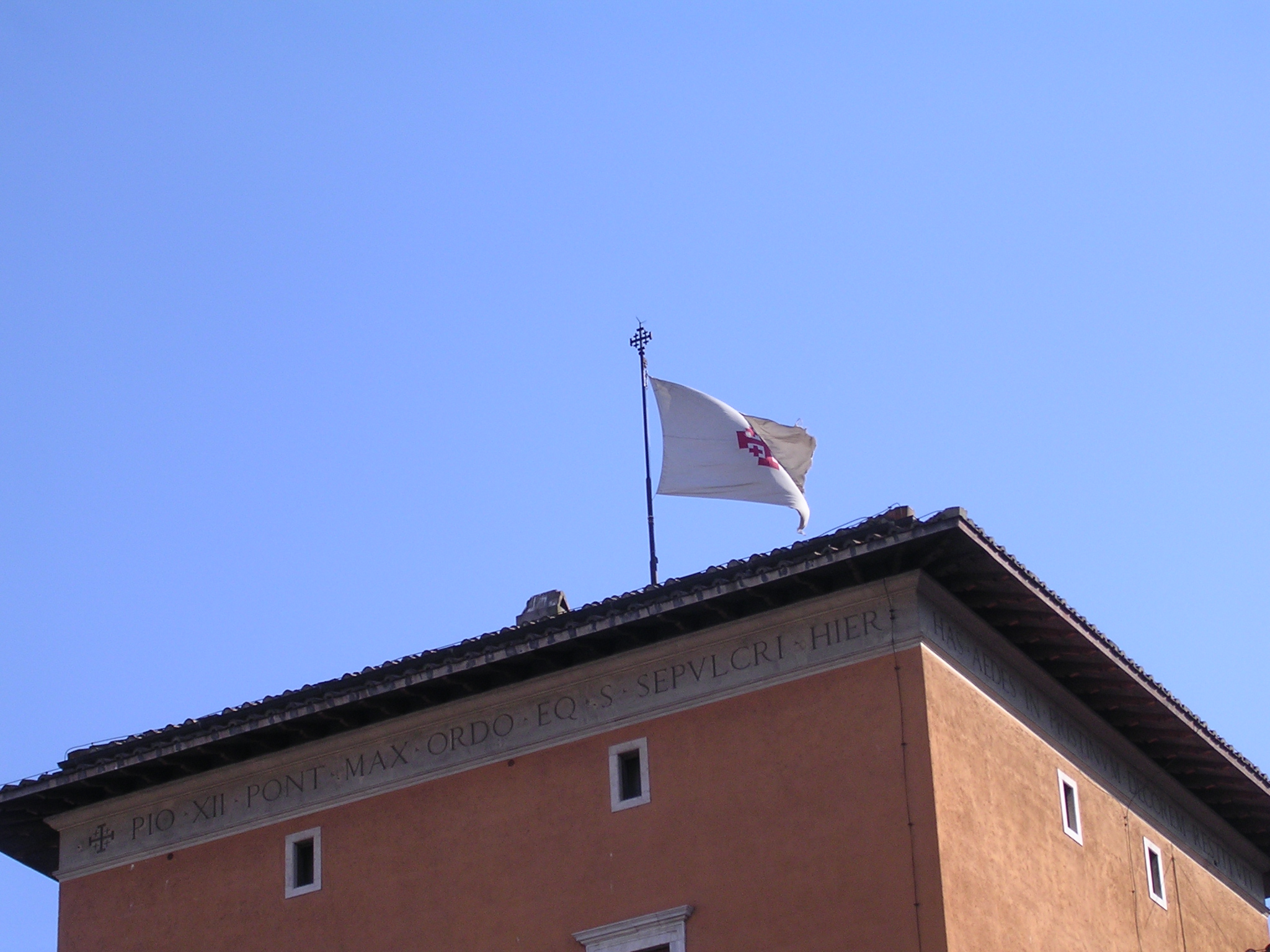
Ordenssitz Palazzo Della Rovere, Rom

Hauptsitz des Ordens ist der Palazzo Della Rovere an der Via della Conciliazione in Rom. Der Palazzo wurde von Domenico della Rovere, Kardinal von San Clemente und Neffe des Papstes Sixtus IV., in Auftrag gegeben und zwischen 1480 und 1490 von dem Architekten Baccio Pontelli erstellt. Über 300 Jahre lang war der Palast als Palazzo dei Penitenzieri bekannt; seit 1945 als administrativer Ordenssitz und seit 1950 zudem als Sitz des ordenseigenen Hotel Columbus. Der rechtliche Sitz des Ordens ist im Vatikanstaat. Offizieller Verwaltungssitz des Ordens seit 1945 ist die Kirchenanlage Sant’Onofrio al Gianicolo im Rione Trastevere in Rom.

### Leitung
An der Spitze des Ritterordens, der seinen administrativen Sitz in Rom hat (de jure in der Vatikanstadt), steht ein Großmeister. Das Amt des Großmeisters hat zunächst der Lateinische Patriarch von Jerusalem (ab 1847/48, anfangs selbstständig, ab 1868 unter päpstlicher Oberhoheit), dann der Papst persönlich wahrgenommen (ab 1907, zuletzt Pius XI., der das damit auch erloschene Amt am 6. Januar 1928 niederlegte). Bevor Pius XII. das wieder ins Leben gerufene Amt eines Großmeisters 1949 einem Kurienkardinal als „Kardinal-Großmeister“ übertrug, fungierte der Lateinische Patriarch von Jerusalem als „Rektor und ständiger Administrator“. Am 8. Dezember 2019 hat Papst Franziskus Fernando Filoni in Nachfolge von Edwin Frederick O’Brien zum Kardinal-Großmeister des Ordens bestellt.
Die Leitung des Ordens besteht aus:
- Kardinal-Großmeister: Kardinal Fernando Filoni, Vatikan
- Großprior: Pierbattista Kardinal Pizzaballa, Lateinischer Patriarch von Jerusalem
- Ehren-General-Statthalter (seit 2023): Agostino Borromeo, Rom[19]
- General-Gouverneur: Leonardo Visconti di Modrone, Rom
- Vize-Gouverneure: Thomas Pogge, Omaha/USA (Nordamerika); Jean-Pierre de Glutz, Lausanne (Europa); Paul Bartley, Brisbane (Asien und Ozeanien); Enric Mas (Ibero-Amerika)
- Kanzler: Alfredo Bastianelli, Vatikan
- Zeremoniar: Fortunato Kardinal Frezza, Vatikan
- Consultor: Joseph E. Spinnato, Muttontown (USA)

Das Großmagisterium ist zusätzlich mit folgenden Personen besetzt:
- François t’Kint de Roodenbeke, Rhode-Saint-Genese (Belgien)
- Mary Currivan O’Brien, San Francisco (USA)
- Flavio Rondinini, Vatikan
- Nicholas McKenna, Ballymena (Irland)
- Leopoldo Torlonia, Vatikan
- Dominique Neckebroeck, Versailles
- Vincenzo Buonomo, Vatikan
- Michael Scott Feeley, Los Angeles
- Helene Lund Jørgensen, Norwegen
- Mariano Hugo zu Windisch-Graetz, Rom

### Mitgliederstruktur
Die Zahl der Grabesritter beträgt weltweit etwa 30.000 (Stand 2018). Der Orden ist in Statthaltereien (lateinisch Locumtenetiae, italienisch Luogoteneze) geteilt, deren Grenzen sich an denen von Bischofskonferenzen und Kirchenprovinzen orientieren. Wo sich der Orden im Aufbau befindet, werden Magistraldelegationen errichtet. Aktuell (2024) bestehen folgende Statthaltereien und Magistraldelegationen:
- Argentinien
- Australien – New South Wales
- Australien – Queensland
- Australien – Süd
- Australien – Victoria
- Australien – West
- Belgien
- Brasilien – Rio de Janeiro
- Brasilien – São Paulo
- Deutschland
- Dominikanische Republik
- Kanada – Atlantik
- Kanada – Montreal
- Kanada – Québec
- Kanada – Toronto
- Kanada – Vancouver
- Kolumbien
- Tschechien
- England und Wales
- Spanien – Ost
- Spanien – West
- Frankreich
- Finnland
- Gibraltar
- Guam
- Indien
- Irland
- Italien – Mitte
- Italien – Apenninische Mitte
- Italien – Nord
- Italien – Adriatischer Süden
- Italien – Tyrrhenischer Süden
- Italien – Sardinien
- Italien – Sizilien
- Kroatien
- Lettland
- Luxemburg
- Ungarn
- Malta
- Mexiko
- Monaco
- Neuseeland
- Niederlande
- Norwegen
- Österreich
- Philippinen
- Polen
- Portugal
- Puerto Rico
- Russland
- Schweden und Dänemark
- Schweiz und Liechtenstein
- Schottland
- Slowenien
- Südliches Afrika
- Taiwan
- Venezuela
- USA – Ost
- USA – Mittelatlantik
- USA – Nord
- USA – Nordost
- USA – Nordwest
- USA – Nord-Mitte
- USA – Südost
- USA – Südwest
- USA – West

Die einzelnen nationalen Statthaltereien werden geleitet von einem „Statthalter“ (entspricht dem kirchlichen Rang eines Erzbischofs; offizielle Anrede „Exzellenz“).
Die Statthaltereien sind in der Regel in Sektionen eingeteilt, die in Lokale Delegationen eingeteilt werden können. Die Lokalen Delegationen der Statthaltereien der D-A-CH-Länder heißen davon abweichend Komtureien, die Sektionen der Deutschen Statthalterei Ordensprovinzen.
Den Sektionen steht jeweils ein Präsident, den Lokalen Delegationen je ein Delegat (im deutschen Sprachraum „Leitender Komtur“) vor.

## Aufnahme
Grundsätzlich steht der Orden allen Frauen (Damen) und Männern (Rittern) offen, die sich als katholische Christen besonders ausgezeichnet haben. Generell gilt:
„Die Ritter und Damen werden unter Persönlichkeiten katholischen Glaubens sowie einwandfreier sittlicher Lebensführung ausgewählt, die sich in besonderer Weise um die katholischen Einrichtungen im Heiligen Land und um den Orden verdient gemacht haben und sich verpflichten, dies auch in der Zukunft zu tun.“
Um die Mitgliedschaft kann man sich nicht bewerben; Aufnahmekandidaten werden auf Vorschlag von Mitgliedern des Ordens ausgewählt. Nach einem Nihil obstat des jeweiligen Ortsbischofs, des Statthalters und des Großpriors der jeweiligen Statthalterei werden die Kandidaten vom Kardinal-Großmeister ernannt und vom Staatssekretariat des Heiligen Stuhls bestätigt. Die formale Aufnahme in den Orden erfolgt während der Investitur, wobei Männer (nur Laien) den Ritterschlag erhalten. Die Ernennung jedes einzelnen Ritters und jeder einzelnen Dame erfolgt jedoch seit 1931 mittelbar durch den Papst.
Bereits frühzeitig nahm der Orden Frauen als ordentliche Mitglieder auf, dies auf Anregung von Patriarch Valerga und Anordnung in dem Breve „Ad futuram rei memorandum“ am 3. August 1888 durch Papst Leo XIII.

Einzug zur Investitur der Deutschen Statthalterei des Ritterordens am 16. Mai 2009 in den Hohen Dom zu Fulda
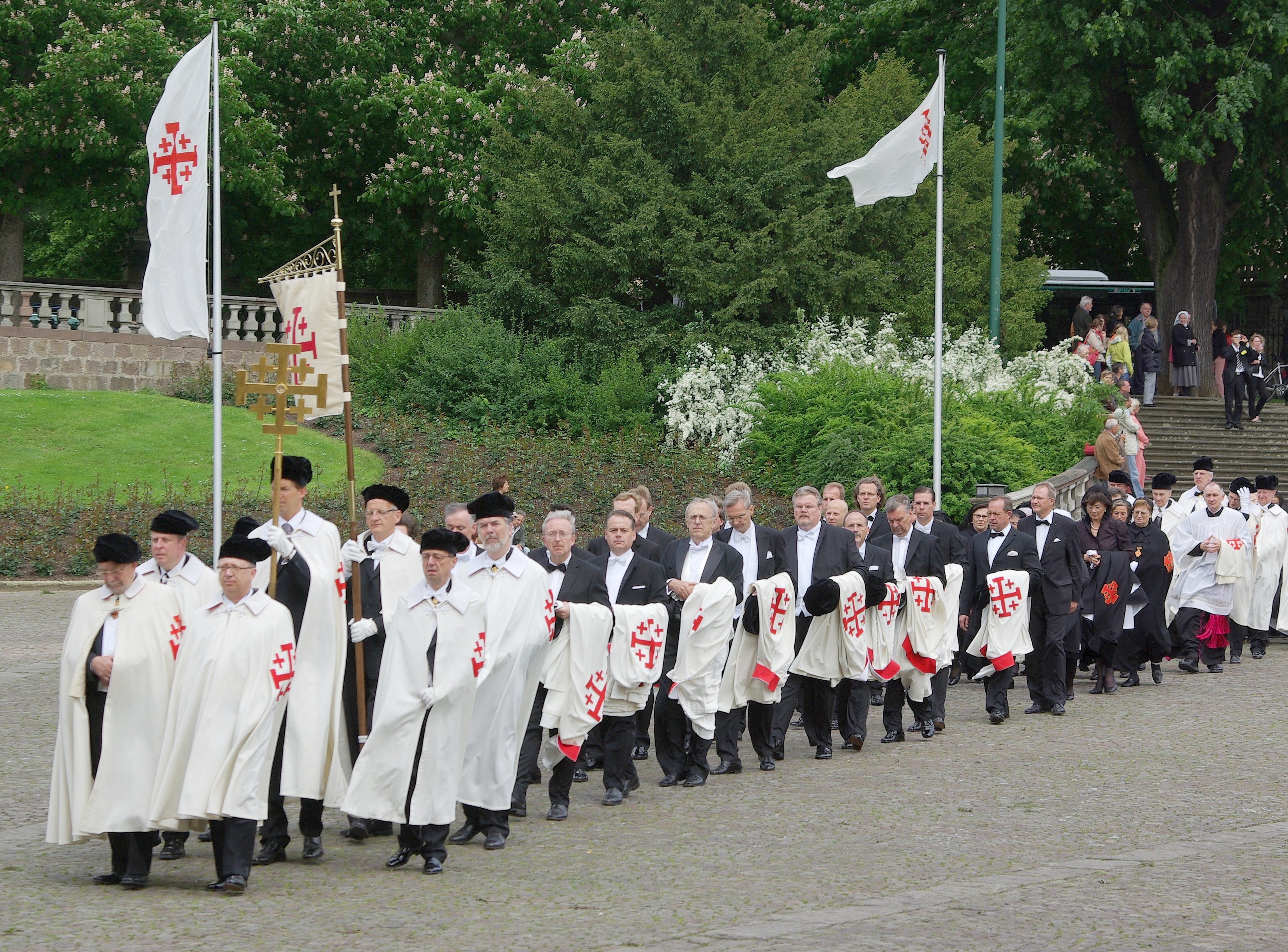
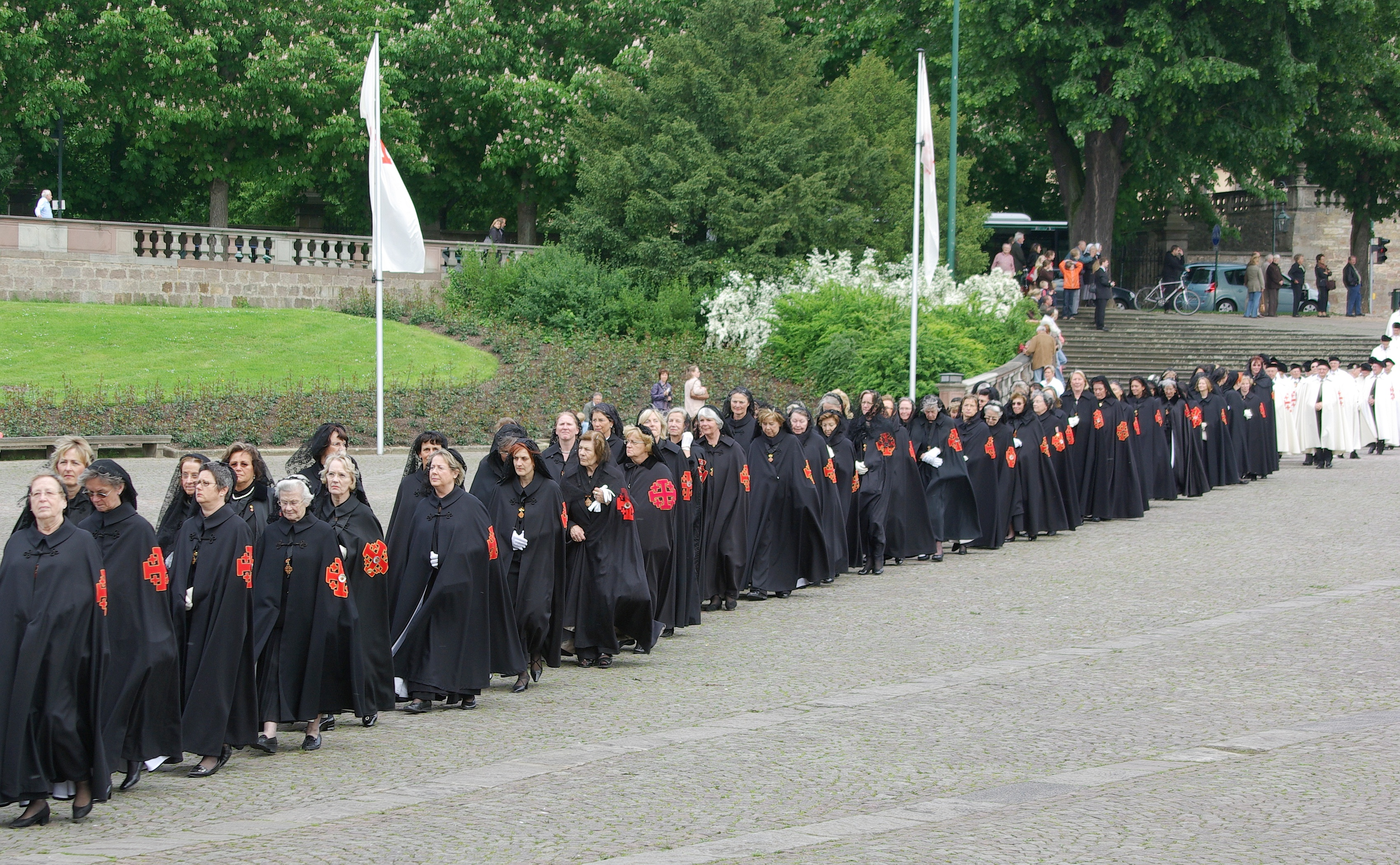
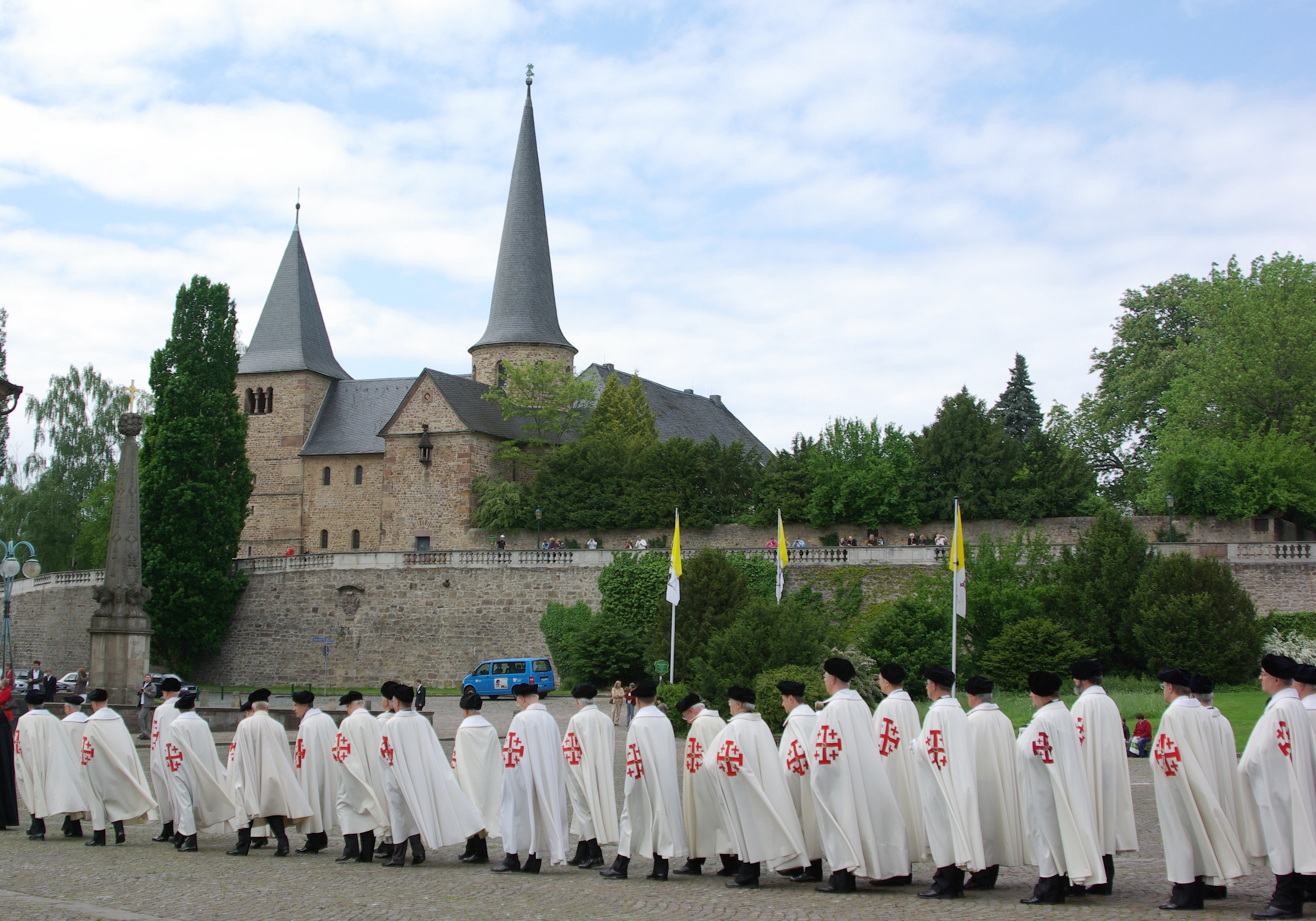
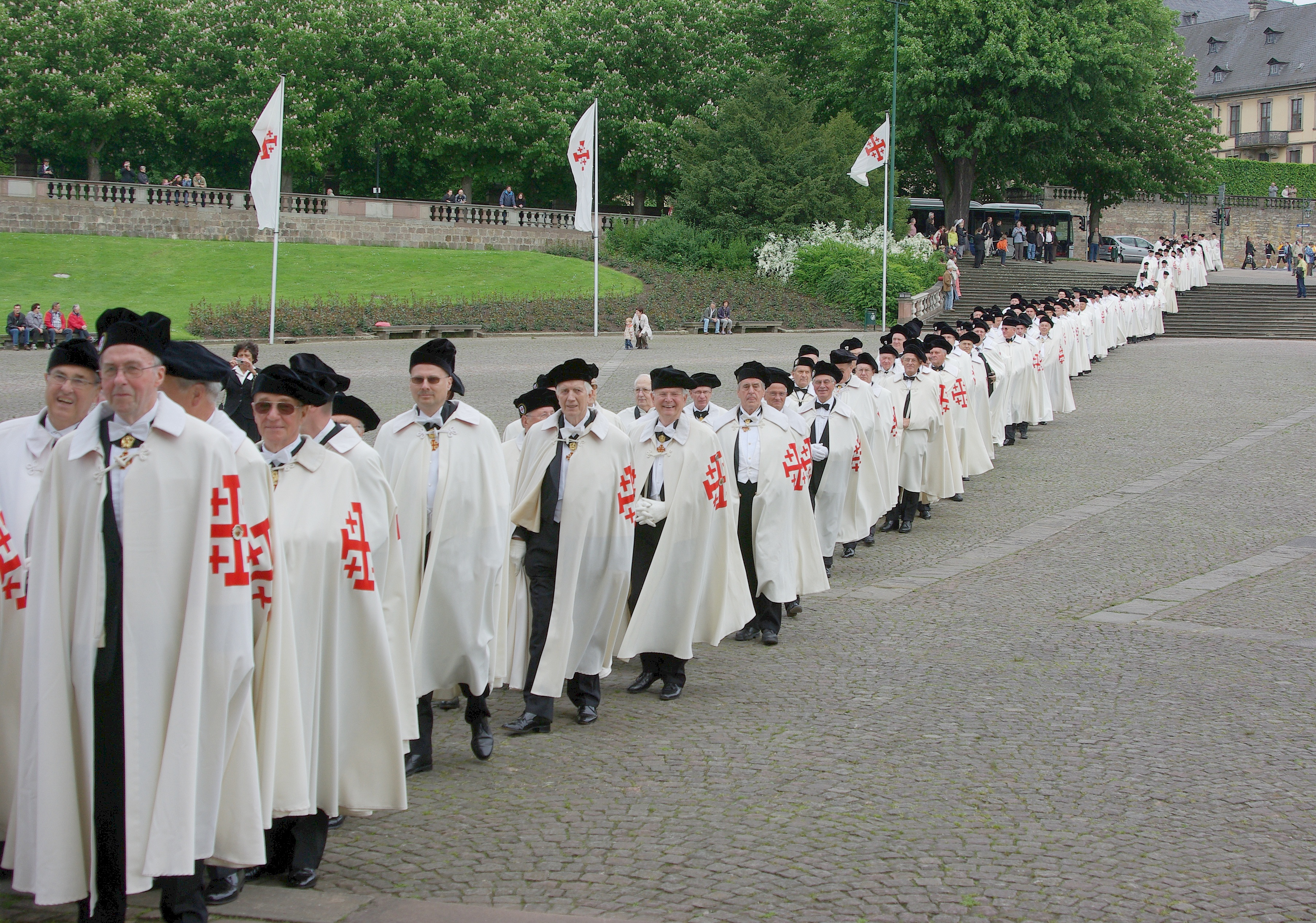
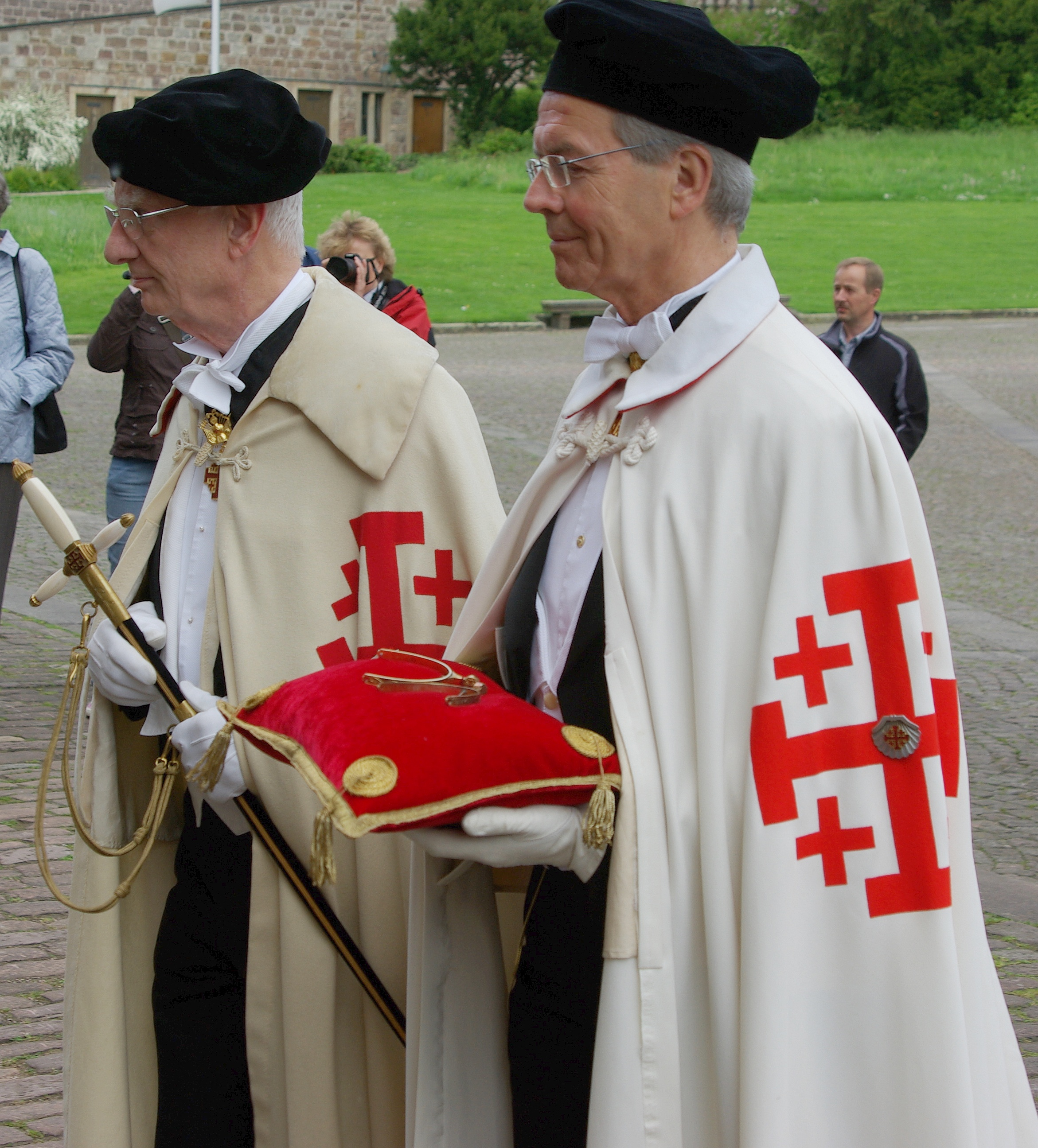

Einzug zur Investitur der Deutschen Statthalterei des Ritterordens am 9. Oktober 2010 in die Kathedrale in Dresden
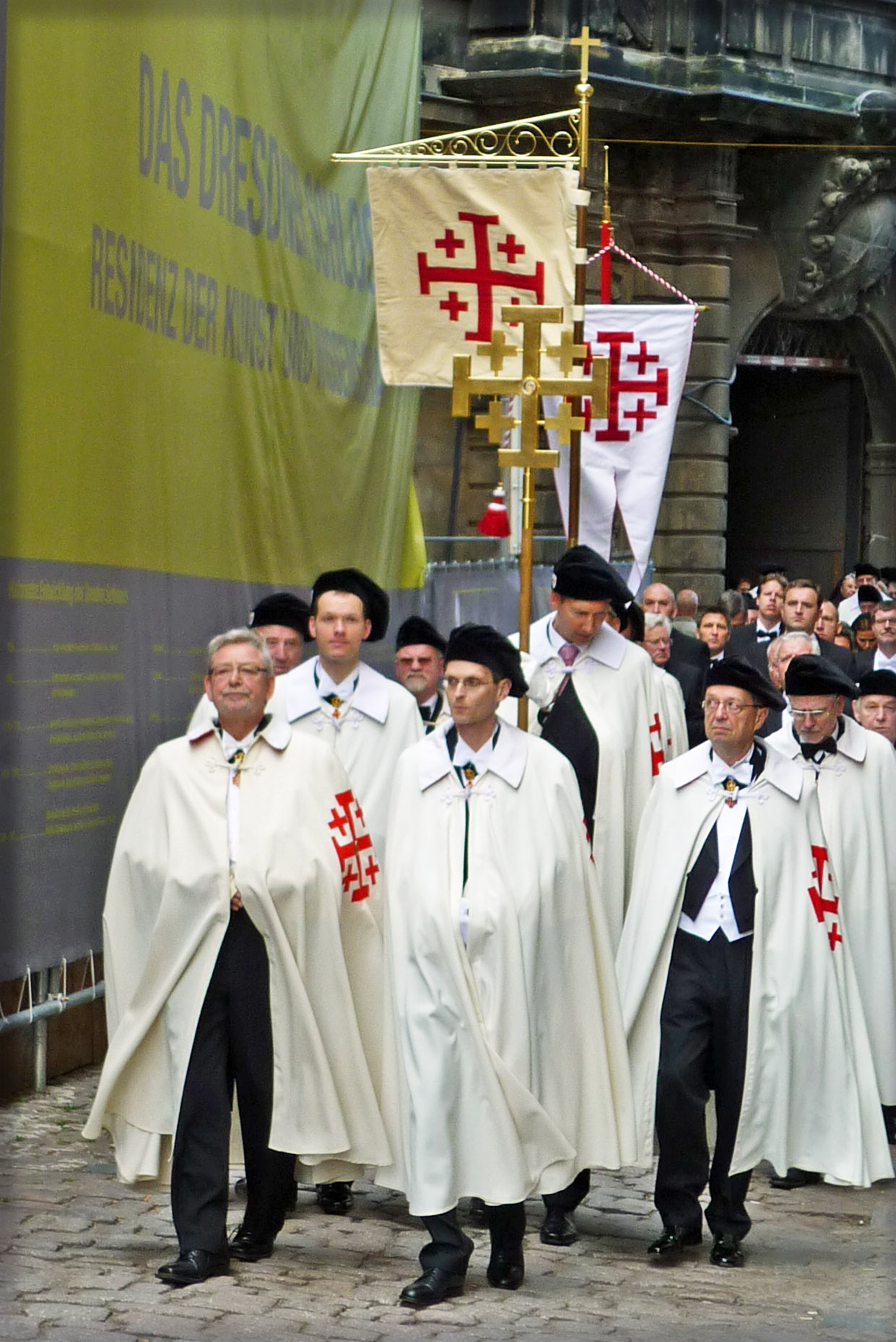
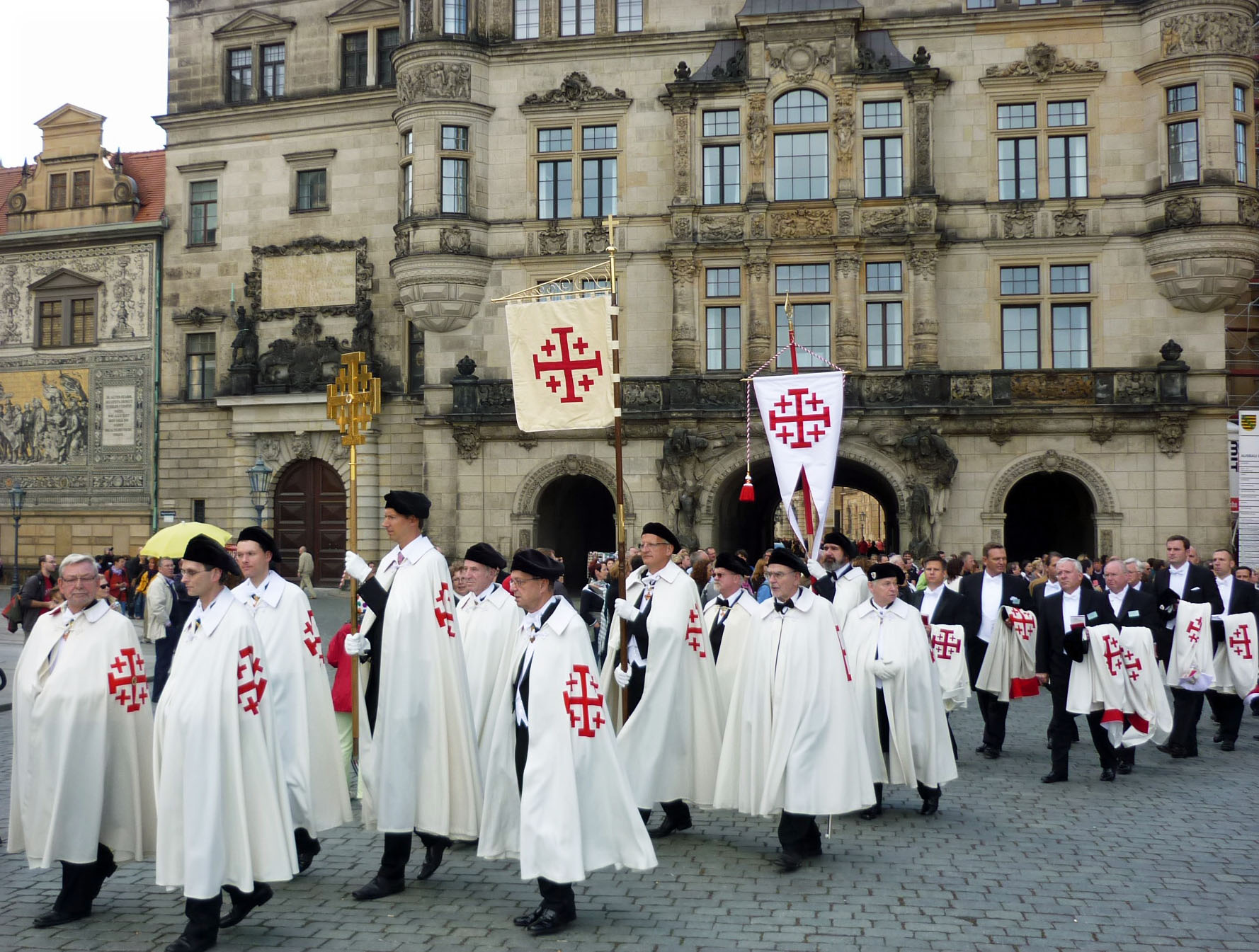
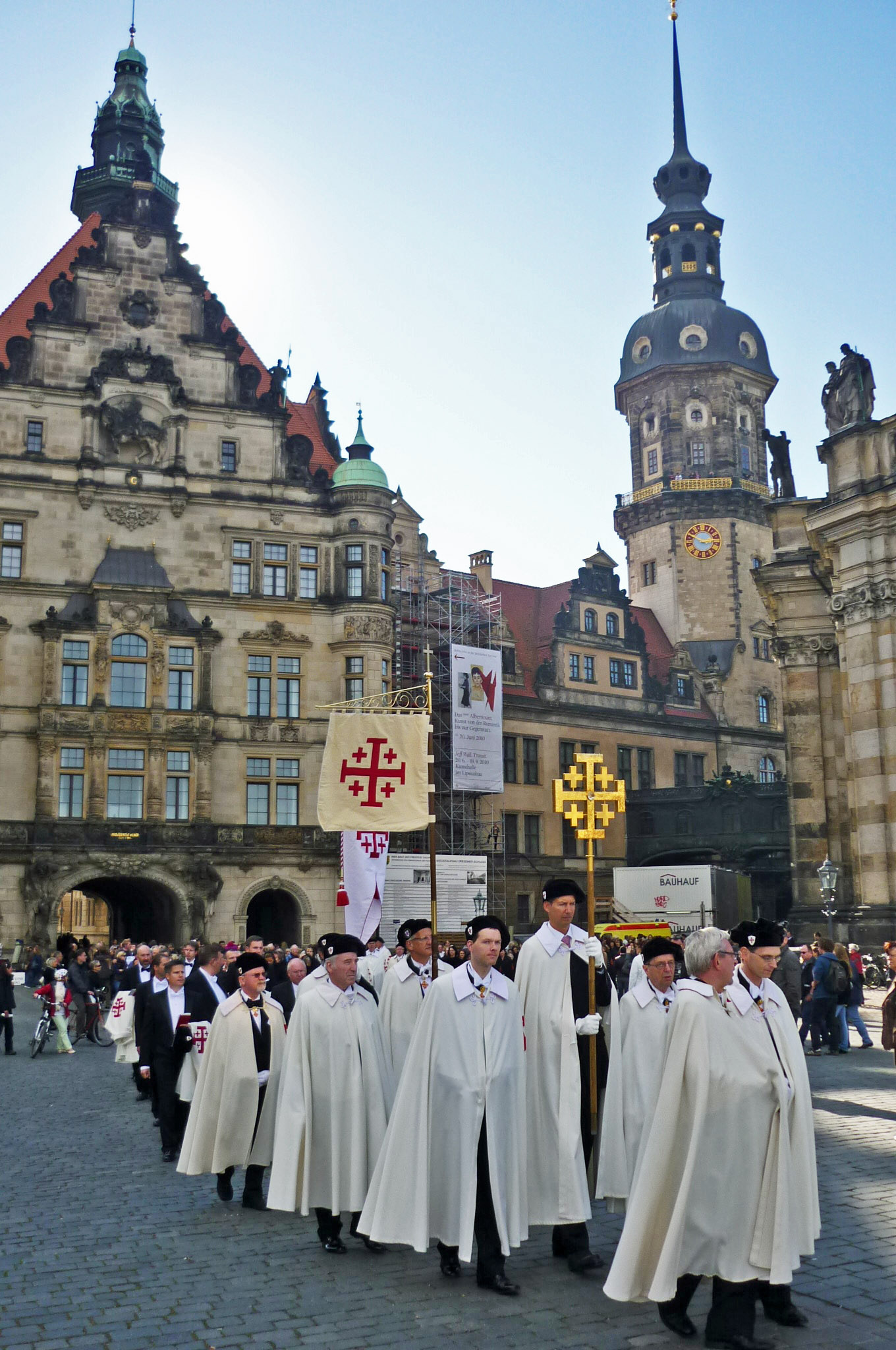
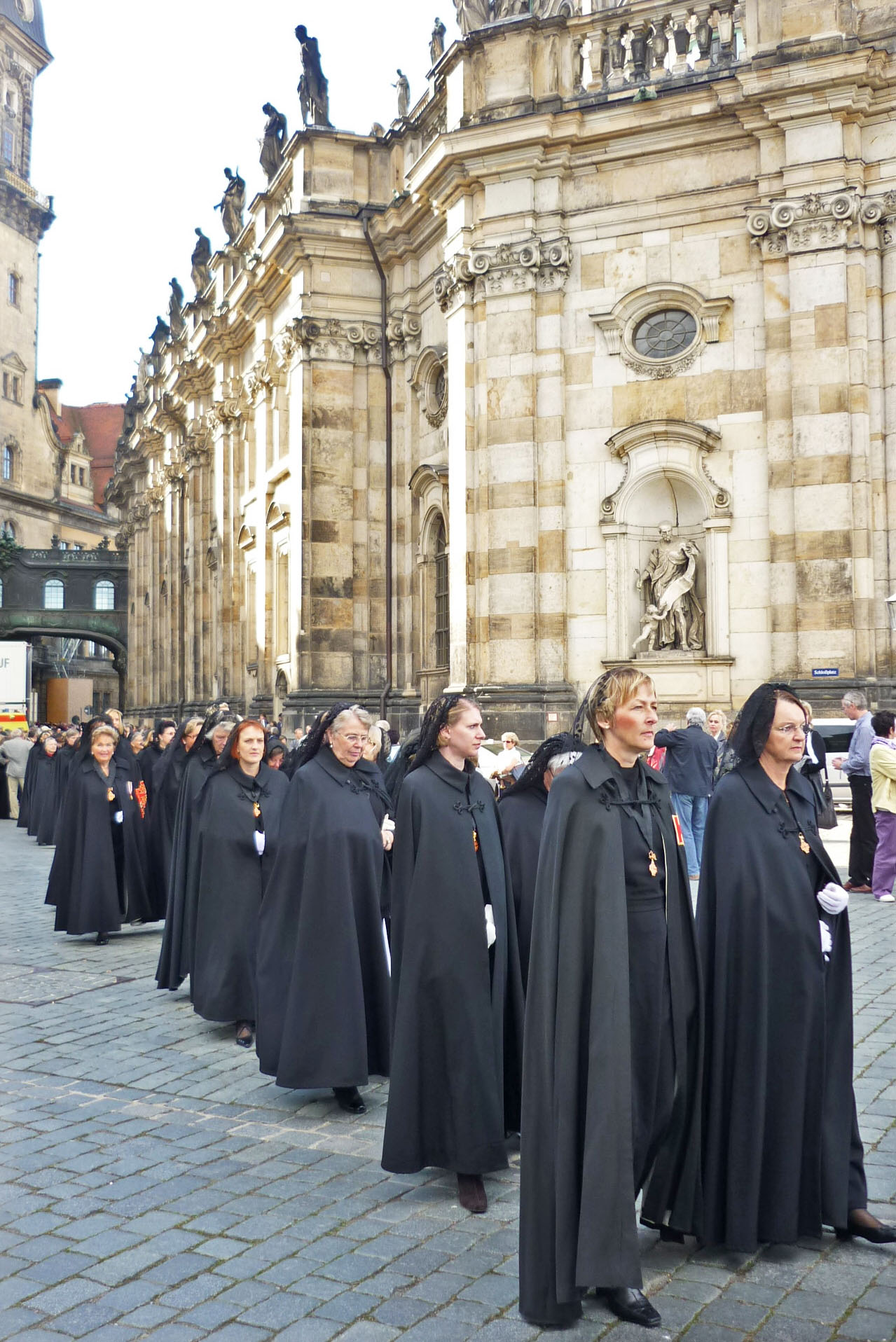
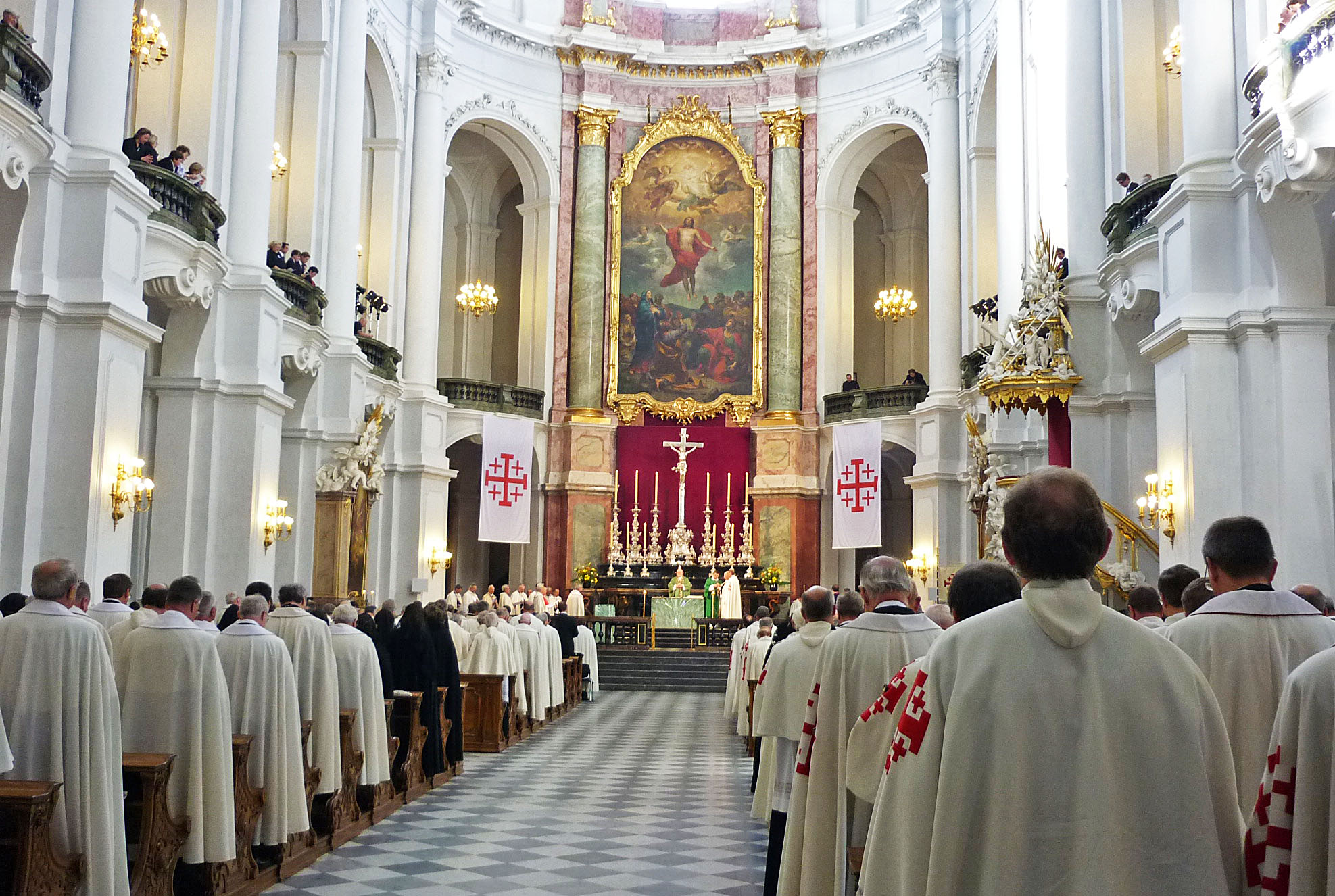

## Uniform, Insignien, Ordenszeichen

### Uniform
Das Tragen der Uniform des Ordens ist zurzeit nicht verbindlich. Hingegen wird die Verwendung des Mantels und des Baretts bekräftigt. Der Mantel besteht aus elfenbeinweißem Tuch und ist in Form eines Vollrads geschnitten; unterhalb der linken Schulter ist ein 25 cm großes Jerusalemkreuz in Rot angebracht. Das Barett ist aus schwarzem Samt; an ihm sind die Rangabzeichen angebracht. Geistliche tragen eine Mozetta. Der Mantel der Damen ist schwarz, auch hier ist unterhalb der linken Schulter das rote Jerusalemkreuz angebracht. Dazu tragen die Damen einen schwarzen Schleier.

### Insignien
Kennzeichen ist das rote fünffache Jerusalemkreuz. Dieses wurde von Gottfried von Bouillon, einem Anführer des Ersten Kreuzzuges und nach der Eroberung Jerusalems der erste Regent des neu gegründeten Königreichs Jerusalem, erstmals als Wappen geführt. Adelige Ritter und Bischöfe des Ordens vom Heiligen Grab können das Ordenskreuz zu ihrem Adels- bzw. Bischofswappen hinzufügen.
Mit dem von Papst Pius IX. verfassten Breve „Cum multa sapienter“ wurde der Ritterorden am 24. Januar 1868 in drei Klassen eingeteilt:
- Ritter erster Klasse oder Großkreuzritter
- Ritter zweiter Klasse oder Komture (1907 weiter unterschieden zwischen Komturen und Komturen mit Stern („Großoffiziere“))
- Ritter dritter Klasse oder Ritter

1949 wurde durch Papst Pius XII. folgende Einteilung vorgenommen:
- Klasse der Kollar-Ritter und -Damen
- Klasse der Ritter:
  - Großkreuz-Ritter
  - Großoffiziere
  - Komture
  - Ritter
- Klasse der Damen
  - Großkreuz-Damen
  - Komtur-Damen mit dem Stern
  - Komtur-Damen
  - Damen

Durch das im Mai 2020 durch Papst Franziskus approbierte neue Statut wurden die Ritter- und die Damenklasse vereinigt:
- Klasse der Kollar-Ritter und -Damen[22]
- Klasse der Ritter und Damen
  - Großkreuz-Ritter und -Damen
  - Großoffiziere und Komtur-Damen mit dem Stern
  - Komture und Komtur-Damen
  - Ritter und Damen

| Insignien                                | Insignien                        | Insignien                                          | Insignien                              | Insignien                 |
| ---------------------------------------- | -------------------------------- | -------------------------------------------------- | -------------------------------------- | ------------------------- |
|                                          |                                  |                                                    |                                        |                           |
| Abkürzungen und vollständige Bezeichnung |                                  |                                                    |                                        |                           |
| KHS / DHS Ritter / Dame                  | KCHS / DCHS Komtur / Komtur-Dame | KC*HS / DC*HS Großoffizier / Komtur-Dame mit Stern | GCHS Großkreuz-Ritter / Großkreuz-Dame | Kollarritter / Kollardame |
| Wappen der Ritter / Damen                |                                  |                                                    |                                        |                           |
|                                          |                                  |                                                    |                                        |                           |

### Ehrenzeichen und Verdienstkreuz
Die Palme von Jerusalem wurde im Jahr 1949 gestiftet und wird seit 1977 nur noch an Mitglieder des Ordens für besondere Verdienste um das Heilige Land verliehen. Die Pilgermuschel wird an jene Ordensmitglieder verliehen, die eine Pilgerreise ins Heilige Land unternommen haben.
| Ehrenzeichen  |                               |                               |                             |
| Pilgermuschel | Palme von Jerusalem in Bronze | Palme von Jerusalem in Silber | Palme von Jerusalem in Gold |

Seit dem Jahr 1949 kann der Orden ein Verdienstkreuz an Nichtmitglieder verleihen, die nicht katholischen Glaubens sein müssen. Die Verleihung des Verdienstkreuzes bedeutet nicht die Aufnahme in den Orden.
| Verdienstkreuz |                                    |                                   |
| Verdienstkreuz | Verdienstkreuz mit silbernem Stern | Verdienstkreuz mit goldenem Stern |

Das Jerusalem-Pilgerkreuz von 1901 ist keine Auszeichnung des Ordens, auch wenn es das gleiche Symbol zeigt. Das Recht zur Verleihung des Jerusalem-Pilgerkreuzes übertrug Papst Leo XIII. dem Kustos der Kustodie des Heiligen Landes.

## Ordensfeste und Privilegien
Kennzeichnend für diesen Päpstlichen Orden als Geistlichen Ritterorden ist, dass die Apostolische Pönitentiarie zuletzt mit Schreiben vom 23. September 1967 gewährt hat, dass die Mitglieder des Ordens einen vollkommenen Ablass erhalten können, wenn sie die üblichen Bedingungen erfüllen. Dies kann am Tag ihrer Aufnahme oder an den Festtagen Allerseelen (2. November), Kreuzerhöhung (14. September), Heiliger Pius X. (21. August) und Heilige Helena (18. August) erfolgen.
Am 25. Oktober feiert der Orden das Fest Unserer Lieben Frau, Königin von Palästina.

## Großmagisterium

### Großmeister
- 1847–1872: Giuseppe Valerga, Lateinischer Patriarch von Jerusalem
- 1872–1889: Vincenzo Bracco, Lateinischer Patriarch von Jerusalem
- 1889–1905: Luigi Piavi, Lateinischer Patriarch von Jerusalem
- 1907–1914: Papst Pius X.
- 1914–1922: Papst Benedikt XV.
- 1922–1928: Papst Pius XI.
- 1928–1947: Luigi Barlassina, Lateinischer Patriarch von Jerusalem (als „Rektor und ständiger Administrator des Ordens“)

### Kardinal-Großmeister
Pius XII. setzte Nicola Kardinal Canali 1940 zum Protektor des Ordens ein. Das Amt des Kardinal-Großmeisters wurde dann mit dem Statut von 1949 geschaffen, das durch das päpstliche Breve „Quam Romani Pontifices“ vom 14. September 1949 approbiert wurde. Bisherige Kardinal-Großmeister waren:
- 1949–1960: Nicola Kardinal Canali
- 1960–1972: Eugène Kardinal Tisserant
- 1972–1988: Maximilien Kardinal de Fuerstenberg
- 1988–1995: Giuseppe Kardinal Caprio
- 1995–2007: Carlo Kardinal Furno
- 2007–2011: John Patrick Kardinal Foley
- 2011–2019: Edwin Frederick Kardinal O’Brien
- seit 2019: Fernando Kardinal Filoni

### Generalstatthalter
- …–1977: Fürst Franz Xaver von Bourbon-Parma, Rom
- 1995–2004: Prinz Paolo Enrico Massimo Lancellotti, Rom
- 2004–2008: Conte Ludovico Carducci Artenisio
- 2008–2011: Graf Peter Wolff Metternich zur Gracht, Schloss Adelebsen
- 2011–2017: Conte Giuseppe Dalla Torre del Tempio di Sanguinetto, Rom
- 2017–2023: Conte Agostino Borromeo, Rom
- seit 2023: vakant

## Statthaltereien in Mitteleuropa

### Deutsche Statthalterei

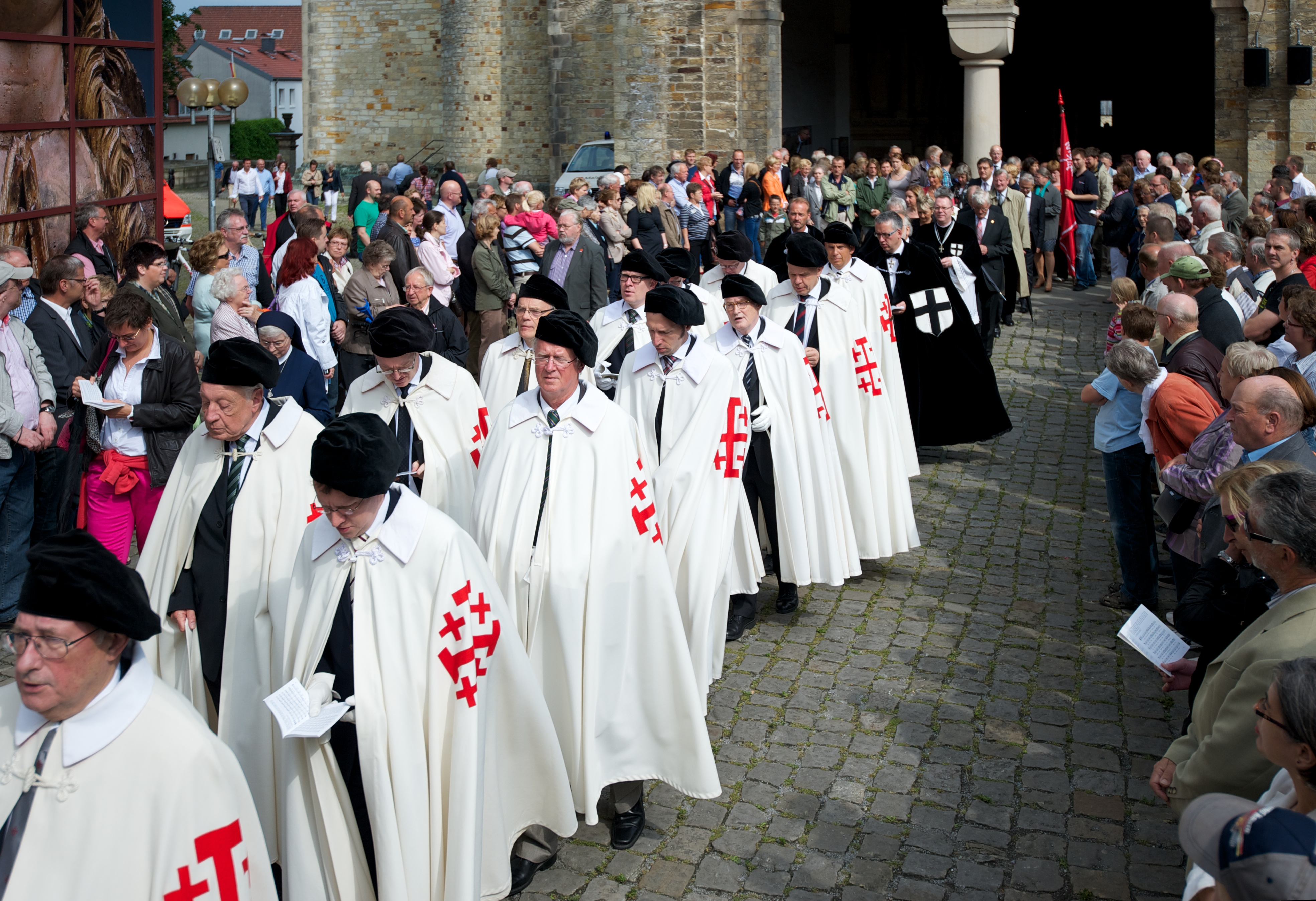
Ritter des Ordens vom Heiligen Grab zu Jerusalem bei der Prozession zu Libori in Paderborn

Eine deutsche Ordensprovinz konstituierte sich am 8. Dezember 1933 in Köln, nachdem schon im Sommer 1932 ein Statthalter berufen worden war. 1950 rekonstituierte sich der Orden in Deutschland als Deutsche Statthalterei.

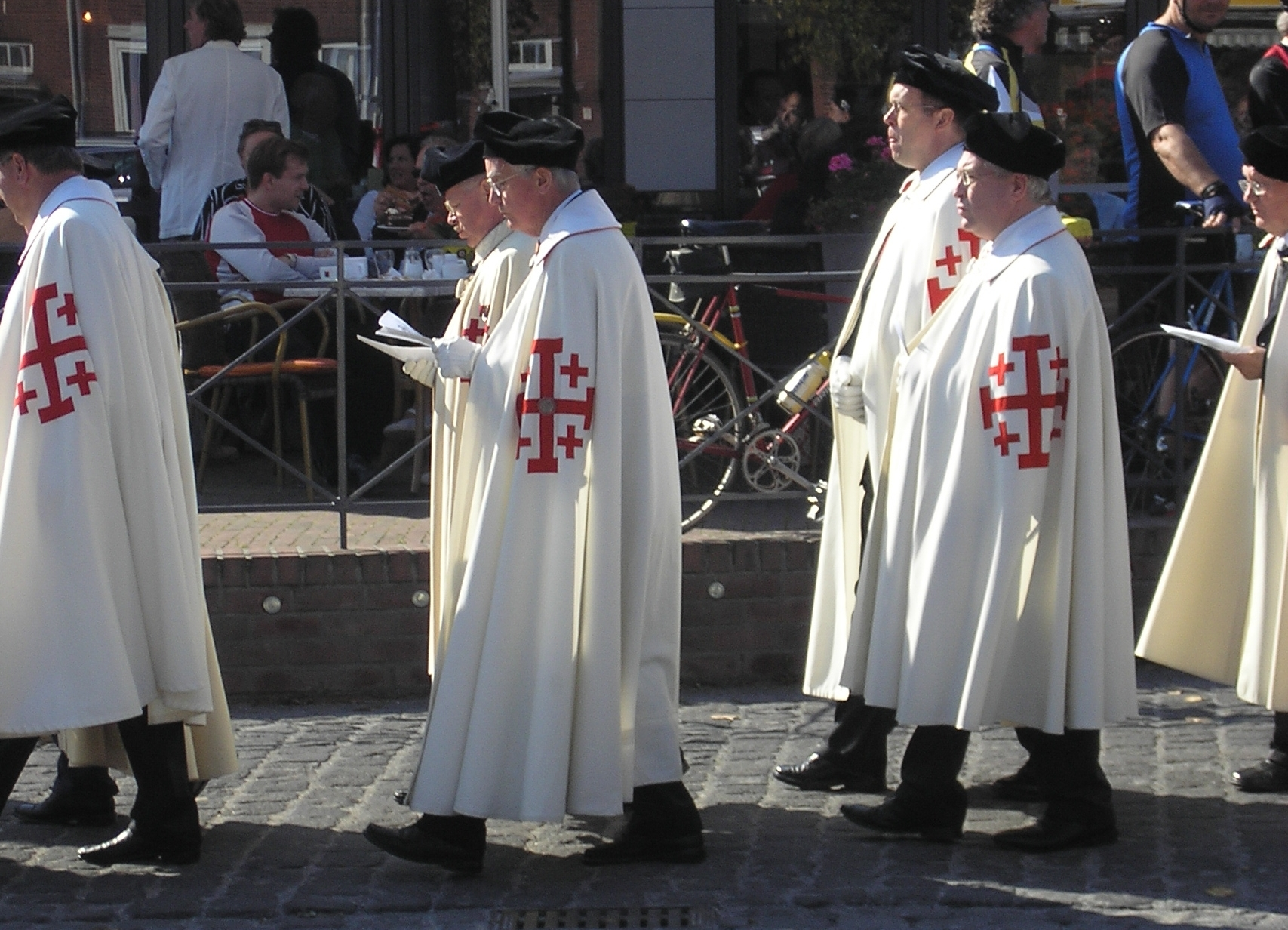
Ritter des Ordens vom Heiligen Grab zu Jerusalem auf der Kranenburger Kreuztracht 2007

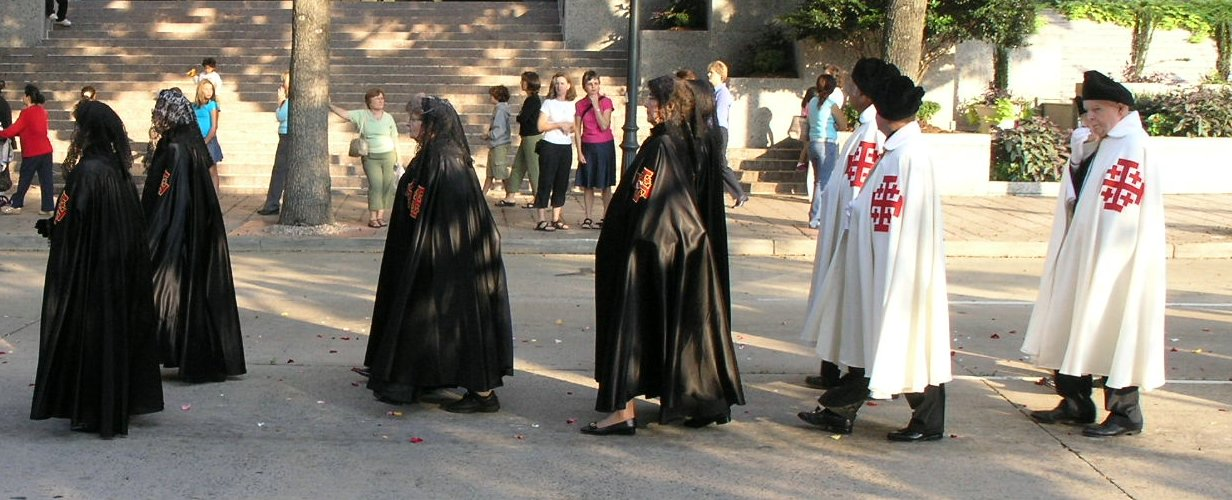
Damen und Ritter des Ritterorden vom Heiligen Grab zu Jerusalem in Charlotte, NC

Die Deutsche Statthalterei umfasst etwas über 1400 Mitglieder, davon etwa 1000 weltliche Ritter, 250 Damen sowie 150 Geistliche (Stand 2011). Die Deutsche Statthalterei ist in sechs Ordensprovinzen aufgeteilt (Ostdeutsche, Rhein-Main, Norddeutsche, Rheinisch-Westfälische, Bayerische, Südwest-Deutsche Ordensprovinz). Diese Ordensprovinzen sind in insgesamt 36 örtliche Komtureien gegliedert (genaue Aufzählung siehe unten). Ordenskirche der Statthalterei ist die ehemalige Stiftskirche St. Andreas in Köln, in der sich das Grab des Heiligen Albertus Magnus befindet. Großprior der Deutschen Statthalterei ist seit 7. Oktober 2006 der damalige Bischof von Trier und jetzige Erzbischof von München und Freising Reinhard Kardinal Marx. Seit 2019 ist Michael Schnieders, Vorsitzender Richter am OVG Münster, Statthalter des Ritterordens.

#### Statthalter
- 1932–1958: Franz zu Salm-Reifferscheidt-Dyck (1899–1958), Unternehmer
- 1958–1965: Friedrich August von der Heydte (1907–1994), Offizier, Staatsrechtslehrer und Politiker
- 1965–1966: Lorenz Höcker (1910–1983), Arbeits- und Sozialrechtler
- 1966–1968: Wilhelm Cleven (1893–1983), Weihbischof in Köln (Statthalter ad interim)
- 1968–1971: Alois Hundhammer (1900–1974), Staatsminister und Landtagspräsident
- 1971–1985: Hermann Josef Abs (1901–1994), Vorstandssprecher der Deutschen Bank AG
- 1985–1991: Johannes Binkowski (1908–1996), Journalist, Publizist und Zeitungsverleger
- 1991–1999: Peter Heidinger (1927–2022), Ingenieur und Energiemanager, seit 2000 Ehrenstatthalter
- 1999–2007: Paul Theodor Oldenkott (* 1934), Neurochirurg, seit 2009 Ehrenstatthalter
- 2007–2015: Heinrich Dickmann (* 1941), Versicherungsmanager, seit 2015 Ehrenstatthalter
- 2015–2019: Detlef Brümmer (* 1938), Rechtsanwalt, seit 2019 Ehrenstatthalter
- seit Februar 2019: Michael Schnieders (* 1967), Vorsitzender Richter am OVG Münster[29]

#### Großpriore
- 1933–1944: Joseph Hammels (1868–1944), Weihbischof in Köln
- 1944–1950: Wilhelm Cleven (1893–1983), Weihbischof in Köln (Prior ad interim)
- 1950–1975: Lorenz Kardinal Jaeger (1892–1975), Erzbischof von Paderborn
- 1975–1991: Franz Kardinal Hengsbach (1910–1991), Bischof von Essen
- 1991–2006: Anton Schlembach (1932–2020), Bischof von Speyer
- seit 2006: Reinhard Kardinal Marx (* 1953), Erzbischof von München und Freising

#### Kanzler
- 1933–1935: Joseph Schroeder (1880–1935)
- 1936–1959: Gustav Meinertz (1873–1959), Prälat
- 1959–1971: Bruno Pauls (1890–1983)
- 1962–1967: Gemäß Ordensstatut Übernahme des Amtes durch den Statthalter
- 1967, 1968–1970: Lorenz Höcker (1910–1983), Rechtsanwalt
- 1970–1971: Rudolf Hoenicke (1906–1971), Industriemanager
- 1971: Ernst H. Plesser (1920–1996), Bankmanager
- 1971–1981: Viktor Achter (1905–1981), Jurist, Hochschullehrer, Unternehmer
- 1981–1991: Franz Josef Fieger (1921–2022), Kaufmann
- 1991–1995: Hubert Rohde (1929–2019), Pädagoge und Kulturpolitiker
- 1995–1998: Paul Theodor Oldenkott (* 1934), Mediziner
- 1999–2007: Detlef Brümmer (* 1938), Jurist und Unternehmer
- 2007–2013: Winfried Hinzen (* 1965), Bankmanager
- 2013–2015: Karl Gertler (* 1949), Verwaltungsjurist
- 2015–2019: Ricarda Schulze Dieckhoff (* 1961), Architektin
- seit 2019: Ferdinand Giese (* 1960), Geschäftsführer

#### Ordensprovinzen und Komtureien
- Bayerische Ordensprovinz mit den Komtureien in Augsburg, Bamberg, Eichstätt, München, Nürnberg, Passau, Regensburg, Würzburg
- Norddeutsche Ordensprovinz mit den Komtureien in Braunschweig, Bremen, Hamburg, Hildesheim, Osnabrück-Vechta
- Ostdeutschland mit den Komtureien in Berlin, Dresden/Görlitz, Magdeburg, Erfurt
- Provinz Rhein-Main mit den Komtureien in Frankfurt, Fulda, Mainz/Wiesbaden, Speyer-Kaiserslautern
- Provinz Rheinland-Westfalen mit den Komtureien in Aachen, Bonn, Dortmund, Düsseldorf, Duisburg, Essen, Köln, Meschede, Münster, Paderborn, Trier, Rheda-Wiedenbrück
- Südwestdeutsche Provinz mit den Komtureien in Baden-Baden, Freiburg, Heidelberg, Ravensburg, Stuttgart, Walldürn

### Österreichische Statthalterei
Nach der Ernennung von Gustav Graf Sizzo de Noris zum Statthalter in Österreich durch den Lateinischen Patriarchen Barlassina 1933 wurde der Rahmen für eine eigene österreichische Ordensprovinz geschaffen. 1951 rekonstituierte sich der Orden in Österreich als Österreichische Statthalterei. Sie umfasst Komtureien in Baden-Wiener Neustadt, Bregenz, Eisenstadt, Graz, Innsbruck, Klagenfurt, Klosterneuburg, Linz, Salzburg, Salzkammergut, St. Pölten, Wien,

#### Statthalter
- 1933–1943: Gustav Heinrich Maria Graf Sizzo de Noris (1873–1943), Diplomat
- 1943–1949: Heinrich Höfflinger (1882–1963), Offizier, Bankier, Publizist
- 1954–1961: Erwin Domanig (1898–1985), Primararzt
- 1963–1967: Konrad Königswieser (1903–1967), Kaufmann
- 1967–1990: Julius Schuster (1921–1995), Rechtsanwalt
- 1990–1992: Kurt Stögerer (1923–1992), Architekt
- 1992–2000: Otto Kaspar (* 1936), Manager
- 2000–2008: Edwin Gräupl (* 1941), Pädagoge
- 2008–2016: Karl Lengheimer (* 1946), Verwaltungsjurist
- 2017–2025: Andreas Leiner (* 1958), Arzt
- seit 2025: Werner Johler[31] (* 1958), Manager und Unternehmer

#### Großpriore
- 1933–1940: Franz Hlawati (1868–1940), Apostolischer Protonotar
- 1940–1950: Hugo Presch OCist (1865–1950), kommissarisch
- 1954–1967: Andreas Rohracher (1892–1976), Erzbischof von Salzburg
- 1967–1983: Jakob Weinbacher (1901–1985), Weihbischof in Wien
- 1983–1990: Gebhard Koberger (1909–1997), Propst von Klosterneuburg
- 1990–1996: Alois Stöger (1921–1998), Abt von Wilten
- 1996–2008: Maximilian Fürnsinn (* 1940), Propst von Herzogenburg
- 2008–2017: Alois Kothgasser (1937–2024), Erzbischof von Salzburg
- 2017–2025: Raimund Schreier OPraem (* 1952), Abt von Wilten
- seit 2025: Franz Lackner[31] OFM (* 1956), Erzbischof von Salzburg

#### Kanzler
- 1943–1951: Alexander Rippel (1884–1976), kommissarisch
- 1954–1970: Karl Maria Stepan (1894–1972), Landeshauptmann
- 1970–1972: Fritz Schweitzer, Mediziner
- 1972–1984: Fritz Bock (1911–1993), Vizekanzler
- 1984–1990: Peter Wagner (* 1936), Kommerzialrat
- 1990–1992: Franz Eckert (1931–2017), Wirtschaftsjurist
- 1992–2000: Felix Vetter von der Lilie († 2016), Notar
- 2000–2013: Alexander Kragora (* 1947), Rechtsanwalt
- 2013–2016: Andreas Leiner (* 1958), Arzt
- 2017–2023: Inge Sigl (* 1962)
- 2023–2025: Hermann Feiner (* 1956)
- seit 2025: Martin Partilla (* 1962)

### Statthalterei Schweiz und Liechtenstein
Die Schweizerische Statthalterei konstituierte sich am 12. April 1950. Ihr Sitz ist im Chorherrenstift St. Michael in Beromünster, Kanton Luzern. Sie umfasst sieben Komtureien mit ca. 300 Mitgliedern in der deutschschweizerischen Sektion, drei Komtureien in der Romandie und eine Komturei in der italienischsprachigen Schweiz.

#### Statthalter
- 1950–1967: Hans Schnyder von Wartensee (1895–1987), Jurist und Offizier der Päpstlichen Schweizergarde
- 1967–1969: Josef Schmidlin, Buchhändler
- 1969–1973: Marcel Krügel (1893–1973), Unternehmer, Militär und Politiker
- 1973–1981: Waldo Riva (1905–1987), Jurist, Militär und Politiker
- 1981–1990: André Braun-Wein, Patentanwalt
- 1990–2002: Werner O. Ciocarelli (1925–2020), Manager und Politiker
- 2002–2010: Giorgio Moroni Stampa (* 1948), Jurist
- 2010–2018: Jean-Pierre de Glutz (* 1946), leitender Bankangestellter
- seit 2018: Donata Maria Krethlow-Benziger (* 1971), Historikerin

#### Großpriore
- 1947–1950: Albert Oesch (1897–1962), Geistlicher
- 1950–1957: Josephus Meile (1891–1957), Bischof von St. Gallen
- 1957–1962: Angelo Jelmini (1893–1968), Bischof von Lugano
- 1962–1977: Louis-Séverin Haller (1895–1987), Abt von Saint-Maurice
- 1977–1994: Johannes Vonderach (1916–1994), Bischof von Chur
- 1994: Bruno Bernhard Heim (1911–2003), Erzbischof und Diplomat
- 1994–1995: Eugenio Corecco (1931–1995), Bischof von Lugano
- 1996–2007: Henri Kardinal Schwery (1932–2021), Bischof von Sitten
- 2007–2018: Pier Giacomo Grampa (* 1936), em. Bischof von Lugano
- seit 2018: Charles Morerod OP (* 1962), Bischof von Lausanne, Genf und Freiburg

#### Sektionen und Komtureien
- Sektion Deutschschweiz und Liechtenstein: Basel-Tierstein, Bern, Churrätien (mit Liechtenstein), Solothurn, St. Gallen, Waldstätte, Zürich, Genf
- Sektion Romandie: Fribourg-Neuchâtel-Jura, Wallis
- Sektion Svizzera Italiana

### Polnische Statthalterei
Die polnische Statthalterei konstituierte sich am 8. Dezember 1995; die Gründungsfeier fand am 24. und 25. März 1996 in Warschau statt.

#### Statthalter
- 1996–2008: Jerzy Wojtczak-Szyszkowski (* 1939), Klassischer Philologe
- 2008–2016: Karol B. Szlenkier (* 1951), Unternehmer
- 2017: Piotr Małoszewski (1950–2017), Geowissenschaftler
- 2017: Józef Dąbrowski (* 1949), Politiker und Abgeordneter a. D.

#### Großpriore
- 1996–2013: Józef Kardinal Glemp (1929–2013), Erzbischof von Warschau
- seit 2013: Kazimierz Kardinal Nycz (* 1950), Erzbischof von Warschau

### Schwedische-Dänische Statthalterei
Die Statthalterei Schweden wurde am 21. November 2003 gegründet und am 11. Januar 2017 mit Dänemark zu einer Schwedischen-Dänischen Statthalterei erweitert.

#### Statthalter
- 2003–2007: Bo Johnson Theutenberg
- 2007–2012: Carl Falk
- 2012–2017: Stefan Ahrenstedt
- 2017: Tommy Thulin
- seit 2018: Jørgen Boesen

#### Großpriore
- 2003–2007: Lars Cavallin, Dompropst von Stockholm
- 2007–2016: Anders Arborelius OCD, Bischof von Stockholm
- seit 2017: Czeslaw Kozon, Bischof von Kopenhagen

## Bekannte Mitglieder
Eine Auflistung bekannter geistlicher und weltlicher Ordensmitglieder mit eigenem Wikipedia-Eintrag finden sich in der Kategorie:Person (Ritterorden vom Heiligen Grab zu Jerusalem) sowie der Kategorie:Ritter (Ritterorden vom Heiligen Grab zu Jerusalem).

## Ordenskirchen (Auswahl)
Der Orden hat u. a. folgende Kirchen zu Ordenskirchen erklärt:
- Sankt Michael in Luxemburg, Kirche der Statthalterei für Luxemburg
- Notre-Dame du Sablon/Onze-Lieve-Vrouw ten Zavel in Brüssel, Kapitelkirche der Statthalterei für Belgien
- San Cataldo in Palermo, Kapitelkirche der Statthalterei für Sizilien
- Santa Maria della Pace in Mailand, Kapitelskirche des Ordens in Mailand
- Sankt Johannes der Täufer (St John the Baptist's Church) in Parnell/Auckland, Patronatskirche des Ordens in Neuseeland
- Kirche St.-Jakobus-und-Philippus (Chiesa di San Giacomo e San Filippo) in Florenz, Kapitelskirche des Ordens in Florenz

## TV-Dokumentation
- Das Geheimnis der Grabesritter. Hinter den Kulissen eines katholischen Ordens. Film von Egmont Koch und Oliver Schröm, WDR 1994, gesendet am 24. März 1994 in der ARD[33]